# Nápolyi Hercegség
A Nápolyi Hercegség (latin nyelven Ducatus Neapolitanus) a Bizánci Birodalom egyik tartománya volt, amely független államalakulattá nőtte ki magát és több mint ötszáz éven keresztül fennállt a középkor során. A 7. század során fennhatósága csupán néhány tengerparti területre korlátozódott, melyeket a longobárd hódítóknak nem sikerült elfoglalniuk. A hercegség 661 és 1137 között létezett.

## Longobárd invázió és nápolyi felkelések
A longobárd hódítások idején a Nápolynak 30 -35 ezer lakosa volt. 615-ben Giovanni Consino vezetése alatt a város lakossága fellázadt a Bizánci Birodalom itáliai helytartója, a ravennai exarcha ellen. Ennek eredményeképpen Eleutherius exarcha 638-ban megalapította a Nápolyi Hercegséget, a szicíliai stategos vazallusaként. A hercegség területe nagyjából a mai Nápoly megye területének felelt meg. Hozzátartoztak a Vezúv valamint a Campi Flegrei vidéke, a Sorrentói-félsziget, Giugliano, Aversa, Afragola, Nola valamint Ischia, Procida szigetei. Capri az Amalfi Hercegséghez tartozott.

## Az első hercegség
661-ben Bazileusz herceg uralkodása idején a Bizánci Birodalomnak már csak kevés ráhatása volt a hercegség ügyeire. A nápolyi hercegek ugyan a szomszédos Gaeta, Amalfi és Sorrento uralkodói voltak, de nagymértékű autonómiával rendelkeztek. Ebben az időben a hivatalos nyelv a görög volt, a pénzérméken is görög feliratok voltak, valamint a bizánci császár arcképe. 

## Pápai fennhatóság
763-ban II. Nápolyi István herceg a római pápának esküdött hűséget, így Nápoly pápai érdekszférába került. Már a császár által kinevezett I. János uralkodása idején a pápa a herceg segítségére sietett a longobárdok elleni védekezésben, mivel a bizánci segítség távolinak tűnt. II. István uralkodása átmeneti időszaknak tekinthető, amikor a hercegség szakított a keleti kereszténységgel és fokozottan áttért a nyugatira. A görögök hamarosan Nápoly ellenségeivé váltak, akárcsak a longobárdok. 
A 9. század elején már latin nyelvű pénzérméket vertek és a hivatali ügyekben is felváltotta a latin a görög nyelvet. A pénzérméken ugyanakkor a császár arcképét felváltotta Szent Januarius arcképe. A hivatalos okiratokat ugyan a császár nevében írták alá, de neki semmi ráhatása nem volt a meghozott döntésekre. Ennek egy példája amikor III. Leó bizánci császár a Nápolyi Hercegség segítségét kérte a Szicíliát fosztogató szaracénok ellen, csak Amalfi meg Gaeta küldött felmentő seregeket, Nápoly hercege, Anhimus, figyelmen kívül hagyta a császári kérést. 
A hercegség azonban még nem volt örökletes. 818-ban és 821-ben Szicília patríciusa nevezte ki a császár jóváhagyása nélkül a hercegeket. Ezek azonban nem ismertek, csak annyit tudni, hogy az utolsó kijelölt herceget 821-ben elűzték a megválasztott III. István trónra segítése érdekében.

## Örökletes hercegség
840-ben I. Sergius herceg, a nápolyi hercegi címet örökletessé tette, így hivatalosan is megszületett a független Nápolyi Hercegi Állam. Ebben az időszakban a város elsősorban katonai bázisként működött és területeinek nagy részét kénytelen volt átengedni a longobárdoknak. A többi campaniai várossal ellentétben Nápoly nem volt kereskedő város viszont tekintélyes hajóhaddal rendelkezett, amely részt vett a szaracénok elleni 849-es ostiai csatában. Nápoly többször is szövetkezett a hitetlenekkel: 836-ban a szaracénok segítségét kérte a longobárd támadások ellen. Nápoly virágkorát Athanasius Püspök-Herceg és utódai idején érte el, majd a 915-ös gariglianoi csata után kezdett veszíteni jelentőségéből. A X. században V. Pandulf, Capua hercege kifosztotta.

## Normannok
1027-ben IV. Sergius Aversa területén a Rainulf Drengo vezette normannok ajándékozta cserében segítségért a Capuai Hercegséggel vívott csatában. Sergius házasságkötések során próbálta biztosítani a normannok hűségét viszont ezek hamar cserbenhagyták. Ekkor Sergius lemondott a hercegi címről és kolostorba vonult
Nápoly volt az utolsó királyság Itáliában, amelyet meghódítottak a normannok. Túlélte a longobárd hercegségek (Capua, Salerno, Benevento) valamint a görög hercegségek (Amalfi, Gaeta, Sorrento) bukását is. Az utolsó nápolyi herceg VII. Sergius volt, aki kénytelen volt feladni a hercegséget 1137-ben II. Rogernek, Szicília királyának. Az új uralkodó hatalmát egy compalazzo (királyi helynök) gyakorolta. A nápolyi nemességnek kevés döntési joga maradt a város ügyeit illetően. Ebben az időben kb. 30 000 lakos élt a városban, gazdaságának alapját a helyi kereskedelem biztosította. Külföldi kereskedelmét a pisaiak és a genovaiak bonyolították.

## Kapcsolódó lapok
- Nápolyi hercegek listája